# Maria Judite de Carvalho
Maria Judite de Carvalho (* 18. September 1921 in Lissabon; † 18. Januar 1998 ebenda) war eine portugiesische Autorin. Sie gilt als eine der wichtigsten weiblichen Stimmen der portugiesischen Literatur des 20. Jahrhunderts. Sie veröffentlichte Kurzgeschichten, Novellen, Romane, Kolumnen, ein Theaterstück sowie einen Gedichtband.
Sie war zudem als Journalistin, Kolumnistin und bildende Künstlerin tätig. Während der Salazar-Diktatur lebte sie gemeinsam mit ihrem Mann, dem Schriftsteller Urbano Tavares Rodrigues, der sich gegen die Diktatur des Estado Novo engagierte, mehrere Jahre in Montpellier und Paris im französischen Exil.
2018 veröffentlichte der portugiesische Verlag Minotauro ihr Gesamtwerk in sechs Bänden. Ihr Werk wurde in zahlreiche Sprachen übersetzt. Am 25. Juni 2025 erschien als erste Übersetzung ins Deutsche ihr Roman Os armários vazios (1966) unter dem Titel „Leere Schränke“ (übersetzt von Wiebke Stoldt) in der Klassik-Reihe des S. Fischer Verlags. Der Titel bezieht sich auf die Gedichtzeile des Gedichts La Rose publique des französischen Dichters Paul Éluard.

## Auszeichnungen
Maria Judite de Carvalhos Werk wurde mehrfach ausgezeichnet, unter anderem mit dem Großen Camilo-Castelo-Branco-Preis für Erzählungen, dem Kritikerpreis des portugiesischen Literaturkritikerverbandes, dem Romanpreis des portugiesischen P.E.N.-Clubs und dem Vergílio-Ferreira-Preis für ihr Gesamtwerk. Sie ist zudem Trägerin des Ordens (Großoffizier) des Infanten Dom Henrique für besondere Verdienste um Kultur, Wissenschaft, Geschichte und Werte Portugals.
Der bedeutende portugiesische Literaturkritiker João Gaspar Simões bezeichnete sie als „literarisches Genie“ und verglich sie mit Autorinnen und Autoren wie Katherine Mansfield, Virginia Woolf und Anton Tschechow.

## Leben – Kindheit und Jugend
Maria Judite de Carvalhos eigene Lebensgeschichte lässt sich nicht von ihrer fiktionalen Welt trennen. Sie gilt als „Autorin der Stille und der Einsamkeit“. Dabei ist ihr Schreiben jedoch nicht autobiographisch, sondern authentisch und gefühlt: Themenwahl, Charaktere, der Blick für zwischenmenschliche Beziehungen und ihre Beobachtung des Zustands der Gesellschaft lassen viel über sie selbst, ihr inneres und ihr äußeres Erleben erahnen.
Maria Judite de Carvalho wurde schon früh in ihrem Leben mit Verlusterfahrungen konfrontiert. Ihre Eltern lebten in Belgien und ließen sie im Alter von drei Monaten in Lissabon zurück, wo sie bei Tanten väterlicherseits in einem strengen und äußerst konservativen Umfeld aufwuchs. Als sie vier Jahre alt war, starb eine ihrer Tanten; als sie acht war, verstarb ihre Mutter, die sie kaum kannte, und kurz darauf ihr Halbbruder mütterlicherseits; Als sie zehn Jahre alt war, starb eine weitere Tante, und in ihrem fünfzehnten Lebensjahr wurde ihr Vater, der weiterhin in Belgien lebte, als vermisst gemeldet.

## Thematik, Stil und Erzählweise
Als portugiesische Vertreterin des Existentialismus und des Nouveau Roman behandelt Maria Judite de Carvalho mit zeitloser und poetischer Stimme meisterlich die großen Themen des Lebens: Einsamkeit, Liebe, Enttäuschung, kleine Ambitionen, große Dramen, Verzweiflung, Entfremdung, existenzielles Unbehagen, Vergänglichkeit, Krankheit, Tod.
Mit feiner Beobachtungsgabe zeichnet die Autorin eine Kartographie der Einsamkeit und schildert Frauenschicksale – häufig einfacher und banaler Frauen ohne Geschichte, stumme, desillusionierte Heldinnen. Diesen Frauen verleiht sie eine Stimme, die bis heute beeindruckend modern klingt.
Mit ihrer kontemplativen, minimalistischen und präzisen Erzählweise gelingt es ihr, die Tragik des Alltags und die Absurdität des Daseins in Worte zu fassen. Dabei kommt sie den Dingen so nahe wie es nur sehr wenigen gelingt. Die Autorin schafft ein perfekt durchdachtes und nuanciertes Wechselspiel zwischen Äußerlichkeit und Innerlichkeit, der scheinbaren Banalität des Alltags und der Bedeutung, die die Figuren ihm beimessen.
Die besondere Eindringlichkeit ihrer Sprache manifestiert sich fast immer in Molltonart, ist jedoch stets durchdrungen von feinen ironischen Untertönen und vor allem von einer zutiefst menschlichen Wärme. Gleichzeitig verbirgt sich zwischen den Zeilen eine Stille, die das Unsagbare, das Unaussprechliche, das Unbenennbare erahnen lässt.
Es offenbart sich zudem eine Autorin mit politischem Bewusstsein, die um die Macht der Worte weiß, denn immer wieder scheint auch die beklemmende Atmosphäre des Salazar-Regimes durch. Mit klarem Blick seziert sie die konventionelle, erstickende, puritanische und heuchlerische portugiesische Gesellschaft ihrer Zeit und die damit einhergehenden Lebensbedingungen der Frauen. Und so hat das Werk von Maria Judite de Carvalho, unter anderem beeinflusst von Simone de Beauvoirs Le deuxième sexe, immer auch eine politische und feministische Dimension und kann als eine Form des stillen Widerstands verstanden werden.

## Bibliographie
Werk:
- Tanta Gente, Mariana (Erzählungen). Arcádia, Lissabon 1959.
- As Palavras Poupadas (Erzählungen). Arcádia, Lissabon 1961.
- Paisagem sem Barcos (Erzählungen). Arcádia, Lissabon 1963.
- Os Armários Vazios (Roman). Portugália, Lissabon 1966.
- O Seu Amor por Etel (Novelle). Movimento, Lissabon 1967.
- Flores ao Telefone (Erzählungen). Portugália, Lissabon 1968.
- Os Idólatras (Erzählungen). Prelo, Lissabon 1969.
- Tempo de Mercês (Erzählungen). Seara Nova, Lissabon 1973.
- A Janela Fingida (Kolumnen). Seara Nova, Lissabon 1975.
- Mulher. Publicações Europa-América, Mem Martins 1976.
- O Homem no Arame (Kolumnen, die zwischen 1970 und 1975 im Diário de Lisboa veröffentlicht wurden). Editora Bertrand, Amadora 1979.
- Além do Quadro (Erzählungen). O Jornal, Lissabon 1983.
- Este Tempo (Kolumnen). Caminho, Lissabon 1991.
- Seta Despedida (Erzählungen). Publicações Europa América, Mem Martins 1995.

Posthum erschienen:
- A Flor Que Havia na Água Parada (Gedichte). Publicações Europa-América, Mem Martins 1998.
- Havemos de Rir! (Theater). Publicações Europa-América, Mem Martins 1998.
- Diários de Emília Bravo (Kolumnen). Caminho, Lissabon 2002.